# Pys
Pys är en kommun i departementet Somme i regionen Hauts-de-France i norra Frankrike. Kommunen ligger i kantonen Albert som tillhör arrondissementet Péronne. År 2022 hade Pys 126 invånare.

## Befolkningsutveckling
Antalet invånare i kommunen Pys
| Referens: INSEE |